# Prince George's County
Prince George's County är ett administrativt område i delstaten Maryland, USA, med 863 420 invånare (2005). Den administrativa huvudorten (county seat) är Upper Marlboro. 
Countyt grundades 1696 i Provinsen Maryland och är namngiven efter prins Georg av Danmark (1653-1708) som var gemål till drottning Anna av Storbritannien.

## Geografi
Prince George's County utgör geografiskt det halvcentrala östra bandet av Washingtons storstadsområde i vilken motorvägsringen The Capital Beltway går igenom.
Enligt United States Census Bureau har countyt en total area på 1 291 km². 1 256 km² av den arean är land och 34 km² är vatten. 
I countyt finns militärflygplatsen Joint Base Andrews och nöjesparken Six Flags America.

### Angränsande countyn
- Anne Arundel County - öst
- Calvert County - sydöst
- Charles County - syd
- Howard County - nord
- Montgomery County - nordväst
- Fairfax County, Virginia - sydväst
- Alexandria, Virginia - sydväst
- Washington, D.C. - väst